# Rabbit Don't Come Easy
Rabbit Don't Come Easy è il decimo album in studio del gruppo power metal tedesco degli Helloween.

## Il disco
Prima della registrazione di questo album hanno abbandonato il gruppo il chitarrista Roland Grapow e il batterista Uli Kusch, facendo spazio a Sascha Gerstner e Mark Cross. Durante la registrazione dell'album il batterista si è ammalato, e al suo posto, per le restanti tracce, è stato chiamato Mikkey Dee, batterista dei Motörhead.
Michael Weikath, il chitarrista del gruppo, ha spiegato che Rabbit Don't Come Easy, letteralmente "Il coniglio non esce facilmente" (dal cappello, si intende), è un'espressione che si usa quando la soluzione di un qualsiasi problema non viene fuori facilmente.

## Tracce
1. Just a Little Sign – 4:26 (Andi Deris)
2. Oper Your Life – 4:30 (testo: Deris – musica: Deris, Sascha Gerstner)
3. The Tune – 5:35 (Michael Weikath)
4. Never Be a Star – 4:10 (Deris)
5. Liar – 4:55 (testo: Deris – musica: Deris, Gerstner, Markus Großkopf)
6. Sun 4 the World – 3:55 (testo: Deris – musica: Deris, Gerstner)
7. Don't Stop Being Crazy – 4:21 (Deris)
8. Do You Feel Good – 4:22 (Weikath)
9. Hell Was Made in Heaven – 5:33 (testo: Deris – musica: Grosskopf)
10. Back against the Wall – 5:44 (testo: Deris – musica: Deris, Weikath)
11. Listen to the Flies – 4:52 (testo: Deris – musica: Gerstner, Deris)
12. Nothing to Say – 8:27 (Weikath)

### Bonus tracks
1. Far Away – 4:18 (Grosskopf) – bonus track della Limited Edition
2. Fast as a Shark – 3:38 (Peter Baltes, Udo Dirkschneider, Wolf Hoffmann, Steven Kaufmann) – cover degli Accept; bonus track dell'edizione giapponese

## Formazione

### Helloween
- Andi Deris - voce
- Michael Weikath - chitarra
- Sascha Gerstner - chitarra
- Markus Großkopf - basso

### Altri musicisti
- Mark Cross - batteria (tracce 7 e 11)
- Mikkey Dee - batteria (tracce 1-6, 8-10, 12)
- Stefan Schwarzmann - batteria (bonus tracks 2, 3)